# Nanticoke (Pennsylvania)
Nanticoke is een plaats (city) in de Amerikaanse staat Pennsylvania, en valt bestuurlijk gezien onder Luzerne County.

## Demografie
Bij de volkstelling in 2000 werd het aantal inwoners vastgesteld op 10.955. In 2006 is het aantal inwoners door het United States Census Bureau geschat op 10.341, een daling van 614 (-5,6%).

## Geografie
Volgens het United States Census Bureau beslaat de plaats een oppervlakte van 9,4 km², waarvan 9,1 km² land en 0,3 km² water. Nanticoke ligt op ongeveer 298 m boven zeeniveau.

## Plaatsen in de nabije omgeving
De onderstaande figuur toont nabijgelegen plaatsen in een straal van 8 km rond Nanticoke.